# Madagascarchaea borimontsina
Espèce
Synonymes
- Eriauchenius borimontsina Wood, 2008

Madagascarchaea borimontsina est une espèce d'araignées aranéomorphes de la famille des Archaeidae.

## Distribution
Cette espèce est endémique de la région de Sava à Madagascar,. Elle se rencontre dans le parc national de Marojejy et le parc national de Masoala.

## Description
La femelle holotype mesure 2,27 mm.

## Publication originale
- Wood, 2008 : A revision of the assassin spiders of the Eriauchenius gracilicollis group, a clade of spiders endemic to Madagascar (Araneae: Archaeidae). Zoological Journal of the Linnean Society, vol. 152, p. 255-296.